# Juillac (Corrèze)
Juillac – miejscowość i gmina we Francji, w regionie Nowa Akwitania, w departamencie Corrèze.
Według danych na rok 1990 gminę zamieszkiwało 1108 osób, a gęstość zaludnienia wynosiła 33 osoby/km² (wśród 747 gmin Limousin Juillac plasuje się na 108. miejscu pod względem liczby ludności, natomiast pod względem powierzchni na miejscu 134.).